# 香川愛生
香川 愛生（かがわ まなお、1993年4月16日 - ）は、日本将棋連盟所属の女流棋士。女流王将2期（2013年、2014年）。YouTubeチャンネルの登録者数は将棋界で最多であり、趣味であるゲームやコスプレを通じての普及活動にも注力している。
女流棋士番号は40（2011年3月31日までは64）。中村修九段門下。東京都調布市出身。愛称は「番長」。立命館大学文学部卒業。株式会社AKALI元代表取締役社長。ビッグベン所属。

## 棋歴

### 女流プロになるまで
小学3年生のとき、クラスメイトの男の子からルールを教えてもらい将棋と出会う。当時住んでいたアパートの下の階のアマチュア六段のおじいちゃんに将棋を習い、都内の将棋道場、将棋スクール等で腕を磨く。母親は将棋のことを全く知らなかったが、経理の仕事をしながら、1人で彼女を育て、将棋も進学も彼女の思いを尊重し応援した。
2005年（第37回）、2006年（第38回）の女流アマ名人戦で2連覇。第27回（2006年）全国中学生選抜将棋選手権大会（女子の部）でも優勝。
2007年4月に女流育成会に入会。2007年度後期と2008年度前期で昇級点を獲得し、昇級点累積2点の規定により2008年10月1日付での女流棋士（女流2級）が内定した。

### 女流プロ入り後
2008年10月1日付で女流2級としてプロ入り。15歳という年齢は、当時の現役女流棋士の中で最年少となった。非公式戦ではあるものの、2009年4月29日に第3回世田谷花みず木女流オープン戦を優勝し、2009年7月25日には第3期マイナビ女子オープン予選を2連勝で突破し、これにより同日付けで女流1級へ昇級。

### 奨励会
2009年8月19日から8月21日にかけて行われた、平成21年度奨励会入会試験で5級を受験し合格した。女性が奨励会5級に合格したのは史上初である。同年9月21日から関東奨励会に参加。規定により、女流棋士と奨励会員の掛け持ちは不可のため、女流棋士は休会となった。ただし、進行中であった第3期マイナビ女子オープンのみ引き続き出場し、本戦1回戦で中村真梨花に敗れた。その後、2011年2月5日の例会をもって奨励会を退会（退会時4級）、同2011年2月20日付で女流棋士に復帰すると同時に女流棋士の休場届を提出した。この休場は大学受験期（高校2-3年）と重なったことも影響したもので、休場期間は翌2012年3月31日までを予定していたが、同2011年11月に連盟からリリースを公表し、香川の休場期間を短縮して2011年12月31日までとして、2012年1月1日から復帰することになった。

### 女流棋士復帰後
女流棋士になって以来、連盟東京本部に所属していたが、2012年4月から立命館大学への進学に伴い、連盟関西本部に所属を移した。
2012年11月28日に行われた第39期女流名人位戦・B級リーグ戦（対 早水千紗女流二段戦）での勝利により、女流名人位リーグ入りを決めて女流初段に昇段。
2013年2月23日に行われた第38期棋王戦第2局では、女流棋士として初めて一般タイトル戦の記録係を務める。

### タイトル戦・主要棋戦
2013年8月29日、第35期女流王将戦本戦トーナメントを制し、自身初のタイトル挑戦を決める。シード選手ではなく、予選枠から出場して6連勝だった。香川はタイトル挑戦により同日付けで女流二段へ昇段。さらに里見香奈との三番勝負では、10月5日の第1局、10月23日の第3局を制して初のタイトル・女流王将を獲得。同日付けで女流三段へ昇段。
2014年度第64回NHK杯テレビ将棋トーナメント出場において女流棋士1枠をかけ、甲斐智美（女流王位・倉敷藤花）と対戦して77手で勝利し、初出場を果たした。本戦はAブロック1回戦で熊坂学五段と対局し、96手で敗れた。
2014年度第36期女流王将戦では清水市代との三番勝負で、第1局では敗れるものの第2局・第3局で連勝し、タイトルを防衛。2015年度第37期女流王将戦は、挑戦者・里見香奈（女流名人・女流王位）に第1局・第2局と連敗し、タイトルを失った。

### 関東への移籍後
立命館大学卒業のメドが立ったことを理由に、2016年4月より所属を関東に戻す。
2016年度第38期女流王将戦では挑戦者として三番勝負で里見香奈（女流名人・女流王位・倉敷藤花）と対局したが、第1局・第2局と連敗し、タイトル奪還とはならなかった。
2021年1月21日、第43期女流王将戦予選において甲斐智美に勝利し、女流三段昇段後120勝となり女流四段に昇段した。中継が行われた対局ではないため、本来は対局翌日の日本将棋連盟公式サイトの対局結果発表後でないと結果の公表ができないが、関係者から特別に許可をもらって当日夜に昇段報告のライブ配信を行った。
第2回女流ABEMAトーナメントで加藤桃子、野原未蘭とチーム加藤を組み、女流初の団体戦で優勝を果した。また、女流ABEMAトーナメント2023では伊藤沙恵、上田初美とチーム伊藤を組み優勝し、自身としては2度目の女流団体戦優勝となった。
2023年には霧島酒造杯第45期女流王将戦で本戦を勝ち上がり、7期ぶりに同棋戦の挑戦者となり、三番勝負で西山朋佳女流王将（女王、女流名人）と対局したが、第1局・第2局と連敗し、タイトルを奪還できなかった。

## 棋風
攻め将棋が持ち味である。相手が振り飛車で来た場合は、自分も振って相振り飛車にすることが多い。

## 人物
東京都立神代高等学校を卒業して、2012年に立命館大学文学部に入学し、2017年に卒業。
愛称は「番長」で、その由来はニコニコ生放送に初出演した際、日本将棋連盟モバイルに掲載された香川のコラム「落し物バンチョー再来！」が紹介されたことがきっかけ。攻めの棋風から付けられたとも言われている。

### 将棋に関すること
2019年4月にはYouTubeに「将棋をもっとたくさんの人に好きになってほしい」という思いで「女流棋士・香川愛生チャンネル」を開設し、本格的にYouTuberデビューを果たした。チャンネル登録者数は2020年7月9日に10万人を達成し、将棋界隈のYouTubeチャンネルで登録者数が10万人を達成したのは初めてのことであった。
伝統的な将棋の世界をどんどん切り開いて普及につなげていくため、コスプレにも挑戦した。コスプレ衣装は裁縫が得意な母に作ってもらった。
2023年現在、タイトル獲得履歴は女流王将位を2期であるが、奇しくも師匠・中村修の獲得タイトルも王将2期であり、さらに35 - 36期という点も一致している。

### その他
『ポケモン』、『名探偵コナン』、『シャーロック・ホームズ』、猫が好きで、趣味はゲーム、麻雀、クイズ、謎解きなど。
ポケモンに関しては、YouTubeの香川愛生【ゲームチャンネル】において『ポケットモンスター ソード・シールド』、『ポケットモンスター スカーレット・バイオレット』、ポケモンカードゲームの実況プレイ動画やカード開封動画を多数配信している他、Nintendo DREAM WEBにおいて、ポケモン関連のコラム「香川愛生のポケモン強者（きょうしゃ）への道」を不定期で連載している。一番好きなポケモンはハッサムで、ランクバトルでは毎回チームに入れており、実況配信の際に使用するゲーミングチェアの背もたれ最上部にぬいぐるみをよく載せている。
ゲームについては、2016年より「ファミ通チャンネル」（ニコニコ動画）に出演、本誌でコラムを連載と『ファミ通』（KADOKAWA Game Linkage）と縁深い。香川が同誌の愛読者であったことはもちろん、小中学校時代は元編集長・浜村通信の息子と同級生だったことが背景にある。2018年1月、将棋×ゲームを主眼にした企画・プロデュース業を行うため株式会社AKALIを設立し、代表取締役社長に就任。
麻雀については、ABEMAのオールスターリーグに参戦。麻雀最強戦2020にも参戦した。囲碁・将棋棋士各4名が出場した2021年の第2回囲碁・将棋チャンネル杯麻雀王決定戦では優勝した。

## 昇段履歴
昇級昇段規定は、将棋の段級#女流棋士 を参照。
- 2007年04月00日 - 女流育成会入会
- 2008年10月01日 - 女流2級（女流育成会で2度目の昇級点） = 女流プロ入り
- 2009年07月25日 - 女流1級（マイナビ女子オープン本戦入り）
- 2009年09月21日 - 奨励会に入会（5級合格）、女流棋士を休会[17]
- 2010年06月05日 - 奨励会4級に昇級
- 2011年02月20日 - 奨励会を退会（退会時4級）[18]、女流棋士に復帰
- 2011年02月.同日 - 休場（休場届出期間：2011年2月20日 - 2012年3月31日）[19]
- 2012年01月01日 - 休場から復帰[20]（復帰予定を3か月早める）
- 2012年11月28日 - 女流初段（女流名人位リーグ入り）[23]
- 2013年08月29日 - 女流二段（タイトル挑戦／第35期女流王将戦）[25]
- 2013年10月23日 - 女流三段（タイトル1期／第35期女流王将戦）[26]
- 2021年01月21日 - 女流四段（勝数規定／女流三段昇段後120勝）[28]

## 主な成績

### タイトル履歴
- 女流王将 2期（第35期 - 第36期）

登場回数5回（第35期 - 第38期、第45期） 獲得合計2期

### 女流非公式戦
- 世田谷花みず木女流オープン戦 優勝1回（2009年 = 第3回）
- 女流ABEMAトーナメント 優勝2回（2021年・第2回 - チーム加藤＜加藤桃子・香川愛生・野原未蘭＞、
女流ABEMAトーナメント 優勝2回（2023年・第3回 - チーム伊藤＜伊藤沙恵・香川愛生・上田初美＞）

### 将棋大賞
- 第41回（2013年度） 女流最多対局賞
- 第42回（2014年度） 女流棋士賞

### 年度別成績
- 2024年度 - 32局 20勝12敗（勝率0.6250）[51]

通算成績
- 2024年度 - 437局 262勝175敗（勝率0.5995）〈2025年3月31日対局分まで〉[52]

「男性棋戦」通算成績
- 2024年度 - 35局 6勝29敗（勝率0.1714）〈2025年3月31日対局分まで〉[52]

## 出演

### テレビ番組
ドラマ
- 未解決の女 警視庁文書捜査官 シーズン2 第4話（2020年8月27日、テレビ朝日系列）[53]

バラエティ
- くりぃむクイズ ミラクル9（2016年12月21日[54]、2017年5月17日[55]、テレビ朝日系列）
- 新春お好み将棋対局（2017年1月3日、NHK Eテレ）[56]
- ワイド!スクランブル（2017年1月22日、テレビ朝日系列）[57]
- 情報ライブ ミヤネ屋（2017年5月4日、読売テレビ、日本テレビ系列）[58]
- お願い!ランキング（2017年8月4日、テレビ朝日系列）[59]
- クイズプレゼンバラエティー Qさま!!（2021年7月12日[60]、2021年9月27日[61]、テレビ朝日系列）
- 四神将棋（2017年10月6日[62]、27日[63]、BSフジ）
- ポケモンの家あつまる?（2020年9月6日、テレビ東京系列）[64]
- ナカイの窓（2017年12月20日、日本テレビ系列）[65]
- うわっ!ダマされた大賞（2017年12月30日、日本テレビ系列）[66]
- りゅうおうのおしごと！〜かんそうせん〜（2018年1月9日 - 3月27日、TOKYO MX）[67][68]
- 週末ハッピーライフ! お江戸に恋して（2018年5月5日、TOKYO MX）[69]
- 新世代が解く!ニッポンのジレンマ（2018年5月26日、NHK Eテレ）[70]
- 世界!ニッポン行きたい人応援団 （2018年6月4日[71]、2022年11月21日[72]、テレビ東京系列）
- 有吉ジャポン（2018年6月22日、TBSテレビ系列）[73]
- 林先生が驚く初耳学!（2018年7月15日、毎日放送、TBSテレビ系列）[74]
- 有吉反省会（2018年9月1日、日本テレビ系列）[75]
- 本能Z（2018年10月31日、CBCテレビ、TBSテレビ系列）[76]
- 5時に夢中!（2018年12月4日、TOKYO MX）[77]
- コスプレイヤー・美保純（2018年12月22日、2019年2月9日、チャンネルNECO）[78]
- 乃木坂46中田花奈の麻雀ガチバトル! かなりんのトップ目とれるカナ?（2019年1月20日、TBSチャンネル1）[79]
- キスマイ超BUSAIKU!?（2019年5月17日、フジテレビ系列）[80]
- 将棋 心王戦〜女流棋士と会社経営者が将棋で真剣勝負! あなたの心を見抜くプロファイリング!〜（2019年5月28日、BS朝日）[81]
- 熱闘!Mリーグ（11月6日、テレビ朝日系列、AbemaTV）[82]
- 二軒目どうする?〜ツマミのハナシ〜（2020年4月18日、テレビ東京系列）[83]
- 東大王（2021年5月26日[84]、2022年11月30日[85]、TBSテレビ系列）
- 50秒サバイバルクイズ ナルハヤ（2021年12月4日、日本テレビ系列）[86]
- 麻雀最極決定戦！サバイバルバトル極雀 season35（2022年9月19日-9月28日、フジテレビONE）[87]
- 白玲 〜女流棋士No.1決定戦〜 第12回（2023年4月16日、BSフジ）[88]
- あにめすこ～ぷ ～アニメを本職に見せたら聞いた事ない話が飛び出した件～（2023年11月3日、11月10日、AT-X）[89]
- 踊る!さんま御殿!! 4時間SP（2023年12月26日、日本テレビ系列）[90]

### ラジオ番組
- スマートニュースpresents 岡本信彦 王手飛車取りRadio（A&G TRIBAL RADIO エジソン内）（2021年8月7日・8月14日、文化放送・超!A&G+）[91]
- 諏訪道彦のスワラジ（2023年11月1日・11月8日、超!A&G+）[92]
- Welcome to SHOGI World 駒テラスへようこそ（2025年7月27日、ミュージックバード・AuDee）[93]

### 映画
- 女流棋士の春（2016年12月17日公開） - 賀川春 役（主演、同名の主題歌も担当。監督：イシイジロウ）[94][95]

### ウェブ番組
- 女流棋士・香川愛生のゲーム番長（2016年 - 、ニコニコ生放送・ファミ通チャンネル）[96]
- 風林火山！しゃどばす塾（2016年、ニコニコ生放送）[97]
- 女流棋士・香川愛生の将棋番長（2017年 - 、ニコニコ生放送・ファミ通チャンネル） - ゲーム番長の特別番組として不定期配信[98]。
- チーム対抗 詰将棋カラオケ（2018年4月9日、ニコニコ生放送）[99]
- 新春オールスター麻雀大会2020（2020年1月2日 - 3日、AbemaTV）[100]
- 麻雀最強戦2021「著名人最強決戦」（2021年5月15日、ABEMA）[101]
- 麻雀最強戦2022「著名人最強決戦」（2022年8月7日、ABEMA）[102]
- 香川愛生×糸谷哲郎トークライブ（2023年2月9日、囲碁将棋プラス）[103]
- 第3回ホロポケカップ　(2023年2月15日、ニコニコ生放送）- 天の声（解説）でボイス出演[104]
- 春の桃鉄エキシビションマッチ「桃太郎電鉄 〜昭和 平成 令和も定番!〜」（2023年2月26日、ニコニコ生放送）[105]
- 第19回うまキュン 回収率No.1決定戦（2023年3月7日、YouTube）[106]
- 「松丸くんと遊ぼう！」人狼バトルSP（2023年3月17日、松丸亮吾公式ファンクラブ「丸ノ家」、YouTube（天国部屋配信））[107]
- セガNET麻雀 MJ 女流棋士大会（2023年3月18日、YouTube）[108]
- 放課後ポケモン研究部 第8話 ～猛者たちとのガチ試合!!～ (2023年6月5日、ポケモン公式YouTubeチャンネル）[109]
- ファミ通×電撃（ほぼ）週刊『レインコード』通信（2023年6月16日（第6回）[110]、6月23日（第7回）[111]、YouTube）
- オーイシ×加藤のピザラジオ ピザラ雀2023 予選3日目（2023年7月19日、YouTube）[112]
- セガNET麻雀 MJ MJ10周年記念大会（2023年7月25日、YouTube）[113]
- ポケモンワールドチャンピオンシップス2023 ゲーム部門（2023年8月11日、12日、ニコニコ生放送、YouTube）[114]
- 麻雀最強戦2023 超頭脳バトル（著名人）(2023年8月13日、ABEMA）[115]
- ポケカオールスターバトル2023-GET THE GOLD-（2023年10月20日、【公式】ポケモンカードチャンネル、YouTube）[116]
- TCK公式LIVE「ウマきゅん」（2024年2月15日、YouTube）[117]
- 中田花奈×香川愛生「中田花奈の麻雀女子会〜麻雀始めてみようカナ〜」（2024年5月29日～9月21日、YouTube）[118]
- 麻雀女子インフルエンサーNo.1決定戦 sponsored by nosh（2024年6月23日、YouTube）[119]
- じゃんまつり（2024年9月14日、YouTube）[120]
- じゃんちゅーぶCUP（2024年10月5日、YouTube）[121]

### ゲーム
- 将棋ウォーズ - ボイス出演[122]
- 将棋レボリューション 激指14（2015年11月27日、マイナビ出版）[123]
- 将棋レボリューション 激指15（2019年7月8日、マイナビ出版）[124]
- 千里の棋譜 〜現代将棋ミステリー〜（2020年2月27日、ケムコ 、ミスタ・ストーリーズ） - 副監修、ゲームキャラクターとしても登場[注 2][注 3][125]
- 三国志ヒーローズ（2020年3月10日 - 2020年12月22日、コーエーテクモゲームス）- 貂蝉役でボイス出演[126]
- 香川愛生とふたりで将棋（2020年10月30日、シルバースタージャパン） - 企画・原案・出演[127]
- 春ゆきてレトロチカ（2022年5月12日、スクウェア・エニックス） - 四十間あやめ役で出演[128]
- 激指 定跡道場5 令和新戦法完全対応（2022年12月9日、マイナビ出版）[129]
- 北海道連鎖殺人 オホーツクに消ゆ 〜追憶の流氷・涙のニポポ人形〜（2024年9月12日、ジー・モード）[130]

### CM
- マジック:ザ・ギャザリング公式ポスター（2019年4月）[131]
- 明治「チョコレート効果」（2021年2月)[132] - 将棋世界とのコラボ
- マクセル「女流棋士・香川愛生のいい声聴こう的なサムシング」（2021年5月10日、マクセル公式Twitter[133]）
- ニベア花王「アトリックス ビューティーチャージ」（2021年10月）[134]
- 森永製菓「inゼリー 勝敗予想キャンペーン」（2021年11月）[135][136] - 伊藤かりんと共演

### その他コンテンツ
- 日本画「華麗なる勝負師の物語　海」（作画：荒川由貴） - 室谷由紀との対局場面が題材[137]
- 第63回天童桜まつり 人間将棋（2018年4月21日）[138]
- 原宿警察署「一日警察署長」（2022年9月19日）[139]
- ゴースト トリック 巧ディレクター＆SCRAP加藤イベント（2023年7月2日） - MC[140]

## 執筆

### 連載
- 女流棋士・香川愛生の香車のうら（2017年9月14日増刊号[141] - 2024年12月26日発売号、週刊ファミ通）[注 4]
- 香川愛生の駒音だより（2017年10月3日 - 2018年1月30日 、朝日新聞朝刊）[142]
- まなおのアニメ感想戦！（2018年12月27日 - 2020年9月25日、アニメハック）[143]
- 香川愛生の「研Q会」（2023年2月8日[144] - 、WEBメディアQuizKnock） - 「将棋とクイズ」という2つの世界の魅力を考えていくコラム
- 香川愛生のポケモン強者（きょうしゃ）への道　(2023年2月25日[145] - 、Nintendo DREAM WEB）

### 単著
- 職業、女流棋士（2018年8月27日、マイナビ出版）ISBN 978-4839967284[146]

### 共著
- 将棋指し57人の日常（2014年3月26日、マイナビ出版）ISBN 978-4-8399-5060-6　-　週刊将棋に連載された棋士、女流棋士57人によるエッセイ集[147]

### 監修書
- 将棋語辞典（2020年2月13日、誠文堂新光社）ISBN 978-4-416-61958-2

### 漫画監修
- 永世乙女の戦い方（作：くずしろ、小学館ビッグコミックスピリッツ連載、2019年4月[148] - ）